# Pipe Ridware
Pipe Ridware är en by i civil parish Mavesyn Ridware, i distriktet Lichfield, i grevskapet Staffordshire i England. Byn är belägen 9 km från Lichfield. Pipe Ridware var en civil parish fram till 1934 när blev den en del av Mavesyn Ridware. Civil parish hade 52 invånare år 1931. Byn nämndes i Domedagsboken (Domesday Book) år 1086, och kallades då Rid(e)ware/Ridvare.